# Marco Mengoni
Marco Mengoni, né le 25 décembre 1988 à Ronciglione dans le Latium, est un chanteur italien.
Il est le premier artiste italien à remporter un prix international aux MTV Europe Music Awards, d'abord en 2010 puis en 2015. Il est également le premier Italien à être nommé dans la catégorie « meilleur artiste mondial » lors du même événement, en 2013.
Il est devenu célèbre dans son pays en remportant la troisième saison de X Factor. En 2013, il est déclaré vainqueur du festival de Sanremo. Cela lui permet de représenter l'Italie à l'Eurovision de cette année-là avec sa chanson L'essenziale, terminant en septième position.
En 2023, dix ans après sa première victoire au festival de Sanremo, il remporte de nouveau le concours italien avec sa chanson Due vite. Il participe alors à l'Eurovision 2023 et termine 4e.
Il habite à Milan depuis 2013.

## Biographie

### Jeunesse et formation
Fils d'une famille de commerçants, Marco Mengoni est né en 1988, le jour de Noël, dans la petite ville médiévale de Ronciglione où il a passé son enfance. Son père, Maurizio, travaillait à cette époque-là dans une entreprise d'autobus touristiques avant de faire plusieurs boulots. Il a depuis une boutique à Ronciglione. Sa mère, Nadia Ferrari, tient un magasin de vêtements. Alors que Marco a deux ans, son grand-père paternel, Sestilio, habite dans la même maison que lui car la grand-mère du futur chanteur est décédée jeune. Sestilio tenait une laiterie et s’est en partie occupé de son éducation, notamment pour tout ce qui avait trait à la nature. C’est avec lui qu’il passe une bonne partie de son temps en-dehors de l’école. Sa grand-mère maternelle, Jolanda Anitori, tenait une boutique-atelier de haute couture dans le centre de Ronciglione et est décédée en 2020 du Covid-19, à l'âge de 83 ans.
Pendant sa scolarité, Marco Mengoni fréquente une école d’art et très vite, il se montre indépendant. À 14 ans, il travaille comme serveur pendant l’été « pour combattre la timidité » et à 16 ans, il décide de quitter la maison familiale. Par la suite, il s’installe dans le quartier de Tuscolano, à Rome. Il entre à l’université et passe le test pour être admis en faculté d’architecture mais finit à la 277e position, alors que les places sont limitées à 250. Il change alors d'orientation et s'inscrit à la faculté de langues et littératures étrangères. Il est en parallèle ingénieur du son dans un studio d'enregistrement de publicités et barman dans un pub à Frascati.

### X-Factor,Dove si volaetRe matto
Marco Mengoni est encore étudiant en langues lorsqu’il devient candidat à la déclinaison italienne de X-Factor, à l’âge de 20 ans. Il entre dans l'équipe des 16-24 ans, celle coachée par le chanteur Morgan, et est déclaré vainqueur du programme télévisé le 2 décembre 2009. Cette victoire lui permet de remporter un contrat avec Sony Music d'une valeur de 300 000 € et de voir sa chanson inédite interprétée lors de la finale de X-Factor, Dove si vola, devenir un single. Ce dernier est un succès, terminant premier des charts italiens. Il sort alors son premier EP, également appelé Dove si vola, contenant principalement des reprises de chansons en anglais et en italien.
Autre récompense découlant de sa victoire à X-Factor: le droit de participer à l'édition 2010 du festival de Sanremo, en février de cette année-là. Il finit troisième de ce concours avec son titre Credimi ancora, premier single de son second EP, Re matto, qui est sorti pendant le festival. Les quatre semaines suivantes, son EP se maintient en première position des charts italiens. Il finira triple disque de platine.
Le 7 novembre 2010, il remporte les prix du meilleur artiste italien et du meilleur artiste européen lors de l'édition 2010 MTV Europe Music Awards. C'était la première fois qu'un chanteur italien arrivait à décrocher un prix international, et non seulement dédié à l'Italie.

### Pronto a correreet Eurovision 2013
Le 16 février 2013, il remporte le Festival de Sanremo 2013 avec la chanson L'essenziale et il est choisi pour représenter l'Italie au Concours Eurovision de la chanson 2013 à Malmö, en Suède. Le 18 mars, il est annoncé que L'essenziale sera la chanson qui représentera l'Italie lors du concours. Il finit 7e sur 26.

### Eurovision 2023
En février 2023, Marco Mengoni remporte le Festival de Sanremo 2023 avec la chanson Due vite. Ainsi, il représente l'Italie au Concours Eurovision de la chanson 2023 à Liverpool au Royaume-Uni. C'est la deuxième fois que Marco Mengoni représente son pays au Concours, après sa participation en 2013. Lors de la finale du 13 mai 2023, il termine à la 4e place sur 26 participants.

## Discographie

### Albums studio
| Titre              | Détails                                                                                               | Classement | Classement | Classement | Certifications     |
| Titre              | Détails                                                                                               | ITA        | ESP        | SUI        | Certifications     |
| ------------------ | --- | ---------- | ---------- | ---------- | ------------------ |
| Solo 2.0           | - Sortie : 27 septembre 2011 - Label : Sony Music - Formats : CD, téléchargement digital, streaming   | 1          | —          | —          | - ITA : Or         |
| Pronto a correre   | - Sortie : 19 mars 2013 - Label : Sony BMG - Formats : CD, téléchargement digital, streaming          | 1          | 73         | 52         | - ITA : 3× Platine |
| Parole in circolo  | - Sortie : 13 janvier 2015 - Label : Sony Music - Formats : CD, LP, téléchargement digital, streaming | 1          | 45         | 14         | - ITA : 3× Platine |
| Le cose che non ho | - Sortie : 4 décembre 2015 - Label : Sony Music - Formats: CP, LP, téléchargement digital, streaming  | 1          | —          | 8          | - ITA : 4x Platine |
| Atlantico          | - Sortie : 30 novembre 2018 - Label : Sony Music - Formats : CD, téléchargement digital, streaming    | 1          | —          | 20         | - ITA : 3x Platine |
| Materia (Terra)    | - Sortie : 3 décembre 2021 - Label : Sony Music - Formats : CD, LP, téléchargement digital, streaming | 2          | —          | 32         | - ITA : Or         |

### EP's (Extended plays)
| Titre                  | Détails                                                                             | Classement | Certifications     |
| Titre                  | Détails                                                                             | ITA        | Certifications     |
| ---------------------- | ----------------------------------------------------------------------------------- | ---------- | ------------------ |
| Dove si vola           | - Sortie : 4 décembre 2009 - Label : Sony BMG - Formats : CD, digital download      | 9          | - ITA : Platine    |
| Re matto               | - Sortie : 17 février 2010 - Label : Sony BMG - Formats : CD, download              | 1          | - ITA : 3× Platine |
| Dall'inferno EP        | - Sortie: 24 avril 2012 - Label : Sony Music - Format : téléchargement digital      | —          |                    |
| Natale senza regali    | - Sortie : 1er décembre 2013 - Label : Sony Music - Format : téléchargement digital | —          |                    |
| Pronto a correre Spain | - Sortie : 10 juin 2014 - Label : Sony Music - Format : téléchargement digital      | 18         |                    |
| Onde EP                | - Sortie : 16 juin 2017 - Label : Sony Music - Format : téléchargement digital      | —          |                    |

### Albums live
| Titre                | Détails                                                                                             | Classement | Certifications  |
| Titre                | Détails                                                                                             | ITA        | Certifications  |
| -------------------- | --------------------------------------------------------------------------------------------------- | ---------- | --------------- |
| Re matto live        | - Sortie : 19 octobre 2010 - Label : Sony Music - Formats : CD+DVD, téléchargement digital          | 1          |                 |
| Marco Mengoni Live   | - Sortie : 25 novembre 2016 - Label : Sony Music - Formats : 2 CD+DVD, 3 LP, téléchargement digital | 1          | - ITA : Platine |
| Atlantico Soundcheck | - Sortie : 26 avril 2019 - Label : Sony Music - Format : CD                                         | —          |                 |
| Atlantico / On Tour  | - Sortie : octobre 2019 - Label : Sony Music - Formats : 2 CD, téléchargement digitak               | 2          |                 |

### Singles
| Single                                                                              | Année | Classement | Certifications     | Album / EP                          |
| Single                                                                              | Année | ITA        | Certifications     | Album / EP                          |
| ----------------------------------------------------------------------------------- | ----- | ---------- | ------------------ | ----------------------------------- |
| Dove si vola                                                                        | 2009  | 1          | —                  | Dove si vola                        |
| Credimi ancora                                                                      | 2010  | 3          | - ITA: Platine     | Re matto                            |
| Stanco (Deeper Inside)                                                              | 2010  | —          | —                  | Re matto                            |
| In un giorno qualunque                                                              | 2010  | 5          | - ITA: Platine     | Re matto live                       |
| Questa notte                                                                        | 2011  | 65         |                    | Re matto live                       |
| Solo (Vuelta al ruedo)                                                              | 2011  | 4          | —                  | Solo 2.0                            |
| Tanto il resto cambia                                                               | 2011  | 66         | —                  | Solo 2.0                            |
| Dall'inferno                                                                        | 2012  | 40         | —                  | Solo 2.0                            |
| L'essenziale                                                                        | 2013  | 1          | - ITA : 4x Platine | Pronto a correre                    |
| Bellissimo                                                                          | 2013  | 17         |                    | Pronto a correre                    |
| Non passerai                                                                        | 2013  | 10         | - ITA : Platine    | Pronto a correre                    |
| Non me ne accorgo                                                                   | 2013  | 16         |                    | Pronto a correre                    |
| Pronto a correre                                                                    | 2013  | 7          | - ITA : Platine    | Pronto a correre                    |
| Incomparable                                                                        | 2014  | 14         |                    | Pronto a correre Spain              |
| La valle dei re                                                                     | 2014  | —          |                    | Pronto a correre                    |
| Guerriero                                                                           | 2014  | 1          | - ITA : 6x Platine | Parole in circolo                   |
| Esseri umani                                                                        | 2015  | 16         | - ITA : 2x Platine | Parole in circolo                   |
| Io ti aspetto                                                                       | 2015  | 13         | - ITA : 2x Platine | Parole in circolo                   |
| Ti ho voluto bene veramente                                                         | 2015  | 1          | - ITA : 5x Platine | Le cose che non ho                  |
| Invencible                                                                          | 2016  | —          |                    | Liberando palabras                  |
| Parole in circolo                                                                   | 2016  | 34         | - ITA : 2x Platine | Le cose che non ho                  |
| Solo due satelliti                                                                  | 2016  | 79         | - ITA : Platine    | Le cose che non ho                  |
| Sai che                                                                             | 2016  | 3          | - ITA : 2x Platine | Marco Mengoni Live                  |
| Ricorderai l'amore (Remember the Love) (feat. Mandy Capristo)                       | 2016  | —          |                    | Parole in circolo - Special Edition |
| Onde                                                                                | 2017  | 38         | - ITA : Platine    | Onde EP                             |
| Come neve (feat. Giorgia)                                                           | 2017  | 3          | - ITA : 2x Platine | Oronero Live                        |
| Voglio                                                                              | 2018  | 4          | - ITA : Or         | Atlantico                           |
| Buona vita                                                                          | 2018  | 8          |                    | Atlantico                           |
| Hola (I Say) (feat. Tom Walker)                                                     | 2018  | —          |                    | Atlantico                           |
| Muhammad Ali                                                                        | 2019  | 39         | - ITA : Platine    | Atlantico                           |
| Duemila volte                                                                       | 2019  | 10         | - ITA : Platine    | Atlantico / On Tour                 |
| Venere e Marte (avec Takagi & Ketra et Frah Quintale)                               | 2021  | 2          | - ITA : 2x Platine | /                                   |
| Ma stasera                                                                          | 2021  | 17         | - ITA: 2x Platine  | Materia (Terra)                     |
| Cambia un uomo                                                                      | 2021  | 35         |                    | Materia (Terra)                     |
| Mi fiderò (feat. Madame)                                                            | 2021  | 49         |                    | Materia (Terra)                     |
| « — » signifie que le titre n'a pas été classé ou n'a pas été diffusé dans la zone. |       |            |                    |                                     |

## Tournées
- 2010: Re Matto Tour
- 2011: Solo Tour 2.0
- 2012: Tour teatrale
- 2013: L'essenziale Tour[16]
- 2015: Mengoni Live 2015
- 2016: Mengoni Live 2016
- 2019: Mengoni Live 2019
- 2022: Marco Negli Stadi 2022
- 2023: Live in Europe (April)
- 2023: Marco Negli Stadi 2023
- 2023: European Tour
- 2025: Marco Negli Stadi 2025 …

2025: Live in Europe 2025 …